# Mawddach
Der Fluss Mawddach [ˈmaʊ̯ðaχ] (Walisisch: Afon Mawddach) befindet sich in Nord-Wales und entwässert das weite Snowdonia-Gebiet nördlich von Dduallt. Der Fluss ist weit verzweigt und seine Seitenarme sind von gleicher Größe wie der Fluss selbst. Das Einzugsgebiet wird im Osten vom Aran-Fawddwy-Massiv sowie im Westen und Norden von den Erhebungen des Harlech Dome begrenzt, die südlich von Llyn Trawsfynydd eine Wasserscheide bilden.
Die Landschaft, durch die der Mawddach fließt, gehört teilweise zu den schönsten und spektakulärsten in Großbritannien. Unterhalb von Dolgellau bildet der Fluss ein 12 km ins Land reichendes, sandiges Mündungsgebiet mit meist dichtbewaldeten Bergen, das man bei Penmaenpool auf einer kleinen Mautbrücke überqueren kann. An der Küste erreicht die Bahnstrecke Aberystwyth–Pwhllheli den Ort Barmouth auf der Nordseite der breiten Flussmündung mit Hilfe einer hölzernen Brückenkonstruktion aus dem Jahr 1867.
Industrialisierung und Landmanagement haben das Mawddach-Gebiet nachhaltig geprägt. Mitte des 19. Jahrhunderts nahmen mehr als zwei Dutzend Goldminen ihren Betrieb auf, was zusammen mit dem dadurch verbreiteten Goldwaschen beträchtliche Auswirkungen hatte. Aber auch die Forst- und Pelzwirtschaft, das Lagern von Munition und die Nutzung des Berglandes als Artillerie-Übungsgelände gingen zu Lasten der Umwelt.
Aufgrund der zeitweise sehr großen Niederschlagsmengen schwankt der Wasserstand des Mawddach auffällig stark. Davon ist auch der pH-Wert des Flusswassers betroffen, der extrem niedrig werden kann. Trotz dieser ungünstigen Bedingungen hat der Fischfang auf Lachs und Forellen beachtliche wirtschaftliche Bedeutung.